# Skate Canada International de 2003
O Skate Canada International de 2003 foi a trigésima edição do Skate Canada International, um evento anual de patinação artística no gelo organizado pelo Skate Canada, e que fez parte do Grand Prix de 2003–04. A competição foi disputada entre os dias 30 de outubro e 3 de novembro, na cidade de Mississauga, Ontário, Canadá.

## Eventos
- Individual masculino
- Individual feminino
- Duplas
- Dança no gelo

## Medalhistas
| Evento                        | Ouro                                        | Prata                                      | Bronze                                          |
| Individual masculino detalhes | Evgeni Plushenko · Rússia                   | Jeffrey Buttle · Canadá                    | Takeshi Honda · Japão                           |
| Individual feminino detalhes  | Sasha Cohen · Estados Unidos                | Shizuka Arakawa · Japão                    | Júlia Sebestyén · Hungria                       |
| Duplas detalhes               | Tatiana Totmianina · Maxim Marinin · Rússia | Shen Xue · Zhao Hongbo · China             | Dorota Zagorska · Mariusz Siudek · Polônia      |
| Dança no gelo detalhes        | Tatiana Navka · Roman Kostomarov · Rússia   | Albena Denkova · Maxim Staviski · Bulgária | Marie-France Dubreuil · Patrice Lauzon · Canadá |

## Resultados

### Individual masculino
| Pos.              | Nome                 | Nacionalidade  | Pontos | PC         | PL          |
| ----------------- | -------------------- | -------------- | ------ | ---------- | ----------- |
| Medalha de ouro   | Evgeni Plushenko     | Rússia         | 233.65 | 81.25 (1)  | 152.40 (1)  |
| Medalha de prata  | Jeffrey Buttle       | Canadá         | 209.63 | 67.95 (4)  | 141.68 (2)  |
| Medalha de bronze | Takeshi Honda        | Japão          | 207.78 | 77.54 (2)  | 130.24 (4)  |
| 4                 | Emanuel Sandhu       | Canadá         | 195.76 | 72.14 (3)  | 123.62 (5)  |
| 5                 | Kevin van der Perren | Bélgica        | 183.51 | 51.32 (11) | 132.19 (3)  |
| 6                 | Ryan Jahnke          | Estados Unidos | 178.93 | 58.29 (7)  | 120.64 (6)  |
| 7                 | Daisuke Takahashi    | Japão          | 178.80 | 61.81 (5)  | 116.99 (7)  |
| 8                 | Li Chengjiang        | China          | 173.13 | 59.70 (6)  | 113.43 (8)  |
| 9                 | Stanick Jeannette    | França         | 162.46 | 54.47 (9)  | 107.99 (9)  |
| 10                | Stanislav Timchenko  | Rússia         | 156.49 | 56.73 (8)  | 99.76 (11)  |
| 11                | Fedor Andreev        | Canadá         | 156.00 | 54.17 (10) | 101.83 (10) |

### Individual feminino
| Pos.              | Nome              | Nacionalidade  | Pontos | PC         | PL         |
| ----------------- | ----------------- | -------------- | ------ | ---------- | ---------- |
| Medalha de ouro   | Sasha Cohen       | Estados Unidos | 197.60 | 71.12 (1)  | 126.48 (1) |
| Medalha de prata  | Shizuka Arakawa   | Japão          | 182.19 | 58.20 (3)  | 123.99 (2) |
| Medalha de bronze | Júlia Sebestyén   | Hungria        | 165.22 | 57.62 (4)  | 107.60 (3) |
| 4                 | Yukina Ota        | Japão          | 162.59 | 63.90 (2)  | 98.69 (4)  |
| 5                 | Jennifer Robinson | Canadá         | 144.89 | 47.78 (10) | 97.11 (5)  |
| 6                 | Annie Bellemare   | Canadá         | 144.03 | 50.54 (8)  | 93.49 (6)  |
| 7                 | Alisa Drei        | Finlândia      | 139.15 | 49.00 (9)  | 90.15 (7)  |
| 8                 | Tatiana Basova    | Rússia         | 137.65 | 51.26 (6)  | 86.39 (8)  |
| 9                 | Elena Sokolova    | Rússia         | 132.61 | 51.86 (5)  | 80.75 (9)  |
| 10                | Joannie Rochette  | Canadá         | 127.32 | 50.78 (7)  | 76.54 (10) |
| 11                | Candice Didier    | França         | 116.37 | 44.96 (11) | 71.41 (11) |

### Duplas
| Pos.              | Nome                                 | Nacionalidade  | Pontos | PC         | PL         |
| ----------------- | ------------------------------------ | -------------- | ------ | ---------- | ---------- |
| Medalha de ouro   | Tatiana Totmianina / Maxim Marinin   | Rússia         | 194.02 | 67.24 (2)  | 126.78 (1) |
| Medalha de prata  | Shen Xue / Zhao Hongbo               | China          | 191.80 | 68.76 (1)  | 123.04 (2) |
| Medalha de bronze | Dorota Zagorska / Mariusz Siudek     | Polônia        | 171.75 | 61.54 (4)  | 110.21 (3) |
| 4                 | Anabelle Langlois / Patrice Archetto | Canadá         | 168.90 | 64.12 (3)  | 104.78 (4) |
| 5                 | Elizabeth Putnam / Sean Wirtz        | Canadá         | 160.46 | 56.04 (6)  | 104.42 (5) |
| 6                 | Julia Obertas / Sergei Slavnov       | Rússia         | 155.84 | 58.34 (5)  | 97.50 (7)  |
| 7                 | Valérie Marcoux / Craig Buntin       | Canadá         | 150.26 | 49.72 (9)  | 100.54 (6) |
| 8                 | Ding Yang / Ren Zongfei              | China          | 147.08 | 51.16 (8)  | 95.92 (8)  |
| 9                 | Kathryn Orscher / Garrett Lucash     | Estados Unidos | 138.78 | 52.14 (7)  | 86.64 (9)  |
| 10                | Larisa Spielberg / Craig Joeright    | Estados Unidos | 132.26 | 47.12 (10) | 85.14 (10) |

### Dança no gelo
| Pos.              | Nome                                     | Nacionalidade  | Pontos | DC         | DO         | DL         |
| ----------------- | ---------------------------------------- | -------------- | ------ | ---------- | ---------- | ---------- |
| Medalha de ouro   | Tatiana Navka / Roman Kostomarov         | Rússia         | 207.45 | 40.04 (1)  | 61.10 (1)  | 106.31 (2) |
| Medalha de prata  | Albena Denkova / Maxim Staviyski         | Bulgária       | 204.45 | 38.28 (2)  | 59.04 (2)  | 107.13 (1) |
| Medalha de bronze | Marie-France Dubreuil / Patrice Lauzon   | Canadá         | 191.04 | 34.87 (4)  | 52.95 (4)  | 103.22 (3) |
| 4                 | Galit Chait / Sergei Sakhnovski          | Israel         | 190.89 | 37.70 (3)  | 55.82 (3)  | 97.37 (4)  |
| 5                 | Megan Wing / Aaron Lowe                  | Canadá         | 164.85 | 30.30 (5)  | 45.77 (5)  | 88.78 (5)  |
| 6                 | Oksana Domnina / Maxim Shabalin          | Rússia         | 156.25 | 29.24 (7)  | 42.33 (6)  | 84.68 (6)  |
| 7                 | Kristin Fraser / Igor Lukanin            | Azerbaijão     | 151.68 | 29.53 (6)  | 41.17 (7)  | 80.98 (7)  |
| 8                 | Nozomi Watanabe / Akiyuki Kido           | Japão          | 148.90 | 28.44 (8)  | 40.03 (8)  | 80.43 (8)  |
| 9                 | Loren Galler-Rabinowitz / David Mitchell | Estados Unidos | 134.19 | 25.98 (10) | 38.40 (9)  | 69.81 (9)  |
| 10                | Josée Piché / Pascal Denis               | Canadá         | 130.88 | 27.49 (9)  | 35.65 (10) | 67.74 (11) |
| 11                | Christina Beier / William Beier          | Alemanha       | 128.89 | 25.23 (11) | 35.15 (11) | 68.51 (10) |

## Quadro de medalhas
| Ordem | País           | Medalha de ouro | Medalha de prata | Medalha de bronze |    | Ordem por total |
| ----- | -------------- | --------------- | ---------------- | ----------------- | -- | --------------- |
| 1     | Rússia         | 3               |                  |                   | 3  | 1               |
| 2     | Estados Unidos | 1               |                  |                   | 1  | 4               |
| 3     | Canadá         |                 | 1                | 1                 | 2  | 2               |
| 3     | Japão          |                 | 1                | 1                 | 2  | 2               |
| 5     | Bulgária       |                 | 1                |                   | 1  | 4               |
| 5     | China          |                 | 1                |                   | 1  | 4               |
| 7     | Hungria        |                 |                  | 1                 | 1  | 4               |
| 7     | Polônia        |                 |                  | 1                 | 1  | 4               |
| TOTAL | TOTAL          | 4               | 4                | 4                 | 12 | —               |